# Espagnol chilote
L'espagnol chilote ou castillan chilote (en espagnol : español chilote ou castellano chilote) est l'ensemble des dialectes de la langue espagnole parlés dans l'archipel de Chiloé et ses environs, dans le sud du Chili.

## Histoire
Au milieu du XVIe siècle, l'île de Chiloé est colonisée par les Espagnols, qui la baptisent « Nouvelle Galice » en raison de la similitude de ses paysages avec ceux de cette région espagnole. L'archipel est la dernière colonie de la couronne espagnole dans l'actuel territoire chilien; il a été incorporé à la république du Chili en 1826 par le traité de Tantauco (es), après une victoire militaire connue sous le nom de « conquête de Chiloé ».
La population indigène est initialement composée de trois groupes: les huilliches, les payos (es) et les chonos. Les deux premiers parlent veliche, le dialecte chilote du mapudungun, tandis que les chonos ont leur propre langue, sur laquelle ne subsistent aujourd'hui que peu d'informations. À leur arrivée dans l'archipel, les conquistadors fondent des villages et soumettent les indigènes au travail forcé (régime de l'encomienda) ; très vite, le relatif isolement de Chiloé par rapport aux autres colonies de la région entraînent un métissage entre les divers groupes ethniques. La bataille de Curalaba en 1598, qui mène à la destruction ou à la dépopulation des localités situées entre la rivière Biobío et le canal de Chacao, accentue cette situation d'isolement. Livrés à eux-mêmes, les habitants de l'archipel donnent donc peu à peu naissance à une culture propre, dans laquelle la langue se transforme en intégrant diverses innovations. Au cours des XVIIe et XVIIIe siècles, la majeure partie de la population est bilingue, et selon le naufragé anglais John Byron, de nombreux colons d'origine espagnole préfèrent utiliser la langue huilliche car elle leur semble « plus jolie ». À la même époque, le gouverneur Narciso de Santa María se plaint de leur faible niveau en espagnol, déplorant leur usage majoritaire de la langue indigène.
Après l'expulsion des jésuites, les nouvelles autorités religieuses encouragent l'usage du castillan ; à la fin du XVIIIe siècle, un prêtre signale que la population de l'archipel est déjà plus familière avec la langue espagnole, que ce soit chez les colons, les indigènes ou les métis, mais que les confessions se font toujours en veliche. Bien que ce dialecte disparaisse à la fin du XIXe siècle, le castillan de Chiloé en conserve l'influence au niveau du vocabulaire et dans certaines constructions grammaticales. Il comporte également de nombreux archaïsmes issus de l'espagnol parlé à l'époque coloniale, tombés en désuétude dans les autres variantes de la langue, à tel point qu'au début du XXe siècle, un voyageur chilien venu du continent affirme ne pas comprendre la langue que deux pêcheurs parlent sur un port[réf. nécessaire]. Toutefois, l'uniformisation de l'éducation, l'existence de médias de masse utilisant l'espagnol standard ou chilien et le peu de prestige dont jouit le dialecte de Chiloé conduisent aujourd'hui les habitants à délaisser ce dernier de plus en plus, à tel point que beaucoup ne le comprendraient même plus.